# Matěj Kovář
Matěj Kovář (Uherské Hradiště, 17 mei 2000) is een Tsjechisch voetballer die als doelman speelt. Hij maakte in 2023 de overstap van Manchester United naar Bayer Leverkusen, dat hem in de zomer van 2025 verhuurde aan PSV. Hij maakte in 2023 zijn debuut als international van het Tsjechisch voetbalelftal.

## Clubcarrière

### Manchester United
Kovář speelde van 2008 tot 2018 in de jeugdopleiding van 1. FC Slovácko en verruilde die toen voor die van Manchester United. In het seizoen 2020/21 werd Kovář uitgeleend aan Swindon Town, dat speelde in de League One. Hij maakte op 8 september in de EFL Trophy tegen West Bromwich Albion zijn debuut voor Swindon en maakte vier dagen later tegen Rochdale ook zijn competitiedebuut. Hij speelde 21 wedstrijden in een halfjaar, totdat hij in de winter weer teruggehaald werd naar Manchester United.
Precies een jaar later werd hij opnieuw verhuurd, ditmaal aan Burton Albion, eveneens spelend in de League One. Hij keepte de laatste zes competitiewedstrijden van het seizoen en keerde toen opnieuw terug naar Manchester. Zijn derde uitleenbeurt was naar Sparta Praag uit zijn thuisland. Hier was hij een seizoen lang eerste keeper en kwam hij tot 32 wedstrijden in alle competities.

### Bayer Leverkusen
Op 15 augustus 2023 verliet Kovář Manchester United definitief, om voor vier seizoenen te tekenen bij Bayer Leverkusen. Dat betaalde 7,7 miljoen pond voor de Tsjechische doelman. Bij Bayer was hij tweede doelman achter Lukáš Hrádecký, maar hij mocht wel de bekerwedstrijden en Europa League-wedstrijden keepen. In beide competities bereikte hij de finale. Op 22 mei 2024 verloor hij als doelman met 3-0 van Atalanta Bergamo in de EL-finale, maar drie dagen later werd de bekerfinale wel gewonnen, van FC Kaiserslautern. Ondertussen had Bayer ook al de competitie gewonnen, voor het eerst in de geschiedenis, hoewel Kovář in de competitie slechts één wedstrijd gekeept had. In twee seizoenen voor Bayer Leverkusen kwam hij tot 32 wedstrijden.

### PSV
Op 15 juli 2025 werd bekend dat PSV Kovář voor één seizoen werd gehuurd van Bayer Leverkusen, met een verplichte optie tot koop bij bepaalde voorwaarden. De Tsjech ging in Eindhoven de strijd aan met Nick Olij om de opvolging van Walter Benítez als nieuwe eerste doelman van PSV. Bij zijn debuut won PSV de Johan Cruijff Schaal door met 2-1 te winnen van Go Ahead Eagles. Zijn debuut in de Eredivisie maakte Kovář op 9 augustus in een met 6-1 gewonnen wedstrijd tegen Sparta Rotterdam.

## Clubstatistieken
| Seizoen | Club              | Competitie     | Competitie | Competitie | Beker | Beker | Overig | Overig | Totaal | Totaal |
| Seizoen | Club              | Competitie     | Wed.       | Dlp.       | Wed.  | Dlp.  | Dlp.   | Dlp.   | Wed.   | Dlp.   |
| ------- | ----------------- | -------------- | ---------- | ---------- | ----- | ----- | ------ | ------ | ------ | ------ |
| 2020/21 | → Swindon Town    | League One     | 18         | 0          | 3     | 0     | –      | –      | 21     | 0      |
| 2020/21 | Manchester United | Premier League | 0          | 0          | 0     | 0     | –      | –      | 0      | 0      |
| 2021/22 | Manchester United | Premier League | 0          | 0          | 0     | 0     | –      | –      | 0      | 0      |
| 2021/22 | → Burton Albion   | League One     | 6          | 0          | 0     | 0     | –      | –      | 6      | 0      |
| 2022/23 | → Sparta Praag    | Change Liga    | 28         | 0          | 4     | 0     | –      | –      | 32     | 0      |
| 2023/24 | Bayer Leverkusen  | Bundesliga     | 1          | 0          | 4     | 0     | 12     | 0      | 17     | 0      |
| 2024/25 | Bayer Leverkusen  | Bundesliga     | 5          | 0          | 4     | 0     | 6      | 0      | 15     | 0      |
| 2025/26 | → PSV             | Eredivisie     | 0          | 0          | 0     | 0     | 0      | 0      | 0      | 0      |
| Totaal  | Totaal            | Totaal         | 58         | 0          | 15    | 0     | 18     | 0      | 91     | 0      |

## Interlandcarrière
Kovář kwam uit voor de jeugdelftallen van Tsjechië onder 18, 19, 20 en 21 en maakte op 26 maart 2024 zijn debuut als international van Tsjechië in de oefeninterland tegen Armenië. Hij ging mee naar het EK 2024 en verving eerste doelman Jindrich Stanek toen hij in de derde groepswedstrijd na 55 minuten geblesseerd uitviel. Vanaf dat moment was hij de nieuwe eerste doelman van Tsjechië. 

## Erelijst
| Competitie              | Aantal       | Jaren        |
| Sparta Praag            | Sparta Praag | Sparta Praag |
| ----------------------- | ------------ | ------------ |
| 1. česká fotbalová liga | 1x           | 2022/23      |
| Bayer Leverkusen        |              |              |
| Bundesliga              | 1x           | 2023/24      |
| DFB-Pokal               | 1x           | 2023/24      |
| DFL-Supercup            | 1x           | 2024         |